# Troglocoelotes
Genre
Troglocoelotes est un genre d'araignées aranéomorphes de la famille des Agelenidae.

## Distribution
Les espèces de ce genre sont endémiques de Chine. Elles se rencontrent dans des grottes du Guizhou et du Guangxi.

## Liste des espèces
Selon World Spider Catalog (version 25.0, 04/03/2024) :
- Troglocoelotes bailongensis Zhao & S. Q. Li, 2019
- Troglocoelotes banmenensis Zhao & S. Q. Li, 2019
- Troglocoelotes doul Lin & Li, 2024
- Troglocoelotes liangensis Zhao & S. Q. Li, 2019
- Troglocoelotes nongchiensis Zhao & S. Q. Li, 2019
- Troglocoelotes proximus (Chen, Zhu & Kim, 2008)
- Troglocoelotes qixianensis Zhao & S. Q. Li, 2019
- Troglocoelotes ruanxiaowu Lin & Li, 2024
- Troglocoelotes sinanensis Zhou & Zhao, 2023
- Troglocoelotes tortus (Chen, Zhu & Kim, 2008)
- Troglocoelotes yosiianus (Nishikawa, 1999)
- Troglocoelotes yumiganensis Zhao & S. Q. Li, 2019

## Systématique et taxinomie
Ce genre a été décrit par Zhao et Li en 2019 dans les Agelenidae.

## Publication originale
- Li, Zhao, Zhang & Li, 2019 : « Troglocoelotes gen. n., a new genus of Coelotinae spiders (Araneae, Agelenidae) from caves in South China. » Zootaxa, no 4554(1), p. 219-238.